# 小松健一 (銀行家)
小松 健一（こまつ けんいち、1937年3月10日 - 2011年6月25日）は、日本の経営者。関西銀行(現在の関西みらい銀行)社長を務めた。

## 来歴・人物
兵庫県出身。1961年に神戸大学経済学部を卒業し、同年に住友銀行に入行。1986年6月に取締役に就任し、1989年6月に常務、1991年11月に専務を経て、1993年6月に関西銀行顧問と副社長に就任し、1994年6月には社長に昇格。1999年6月に会長を経て、2002年6月に特別顧問に就任。
2011年6月25日に心不全のために死去。74歳没。